# هادی خناری‌نژاد
هادی خناری‌نژاد (به انگلیسی:Hadi khenari nezhad)محل تولد:قائمشهر،
ورزشکار ایرانی رشته ژیمناستیک است که قهرمان جهان در رقابتهای جام جهانی ژیمناستیک در شهر «استراوا» کشور چک می‌باشد

## زندگی نامه
وی در 13 فرودین 1369 در شهر قائم‌شهر متولد شد.او از 5 سالگی ژیمناستیک را آغاز می کند....... افتخارات زیادی برای کشور به ثبت می رساند و در نوجوانی به تیم ملی بزرگسالان می پیوندد
او در سال 2010 اولین مدال طلای جام جهانی ژیمناستیک بعد از انقلاب را کسب کرده است.......

## افتخارات
- دارنده مدال طلای جام جهانی ژیمناستیک چک
- دارنده مقام هفتم یونیورسیاد چین
- دارنده مقام هشتم دارحلقه بازی‌های آسیایی گوانگ‌ژو
- نائب قهرمان ستارگان جهان در ژاپن
- دارنده مقام سومی آسیایی بزرگسالان
- دو مدال برنز کشورهای اسلامی